# David Costabile

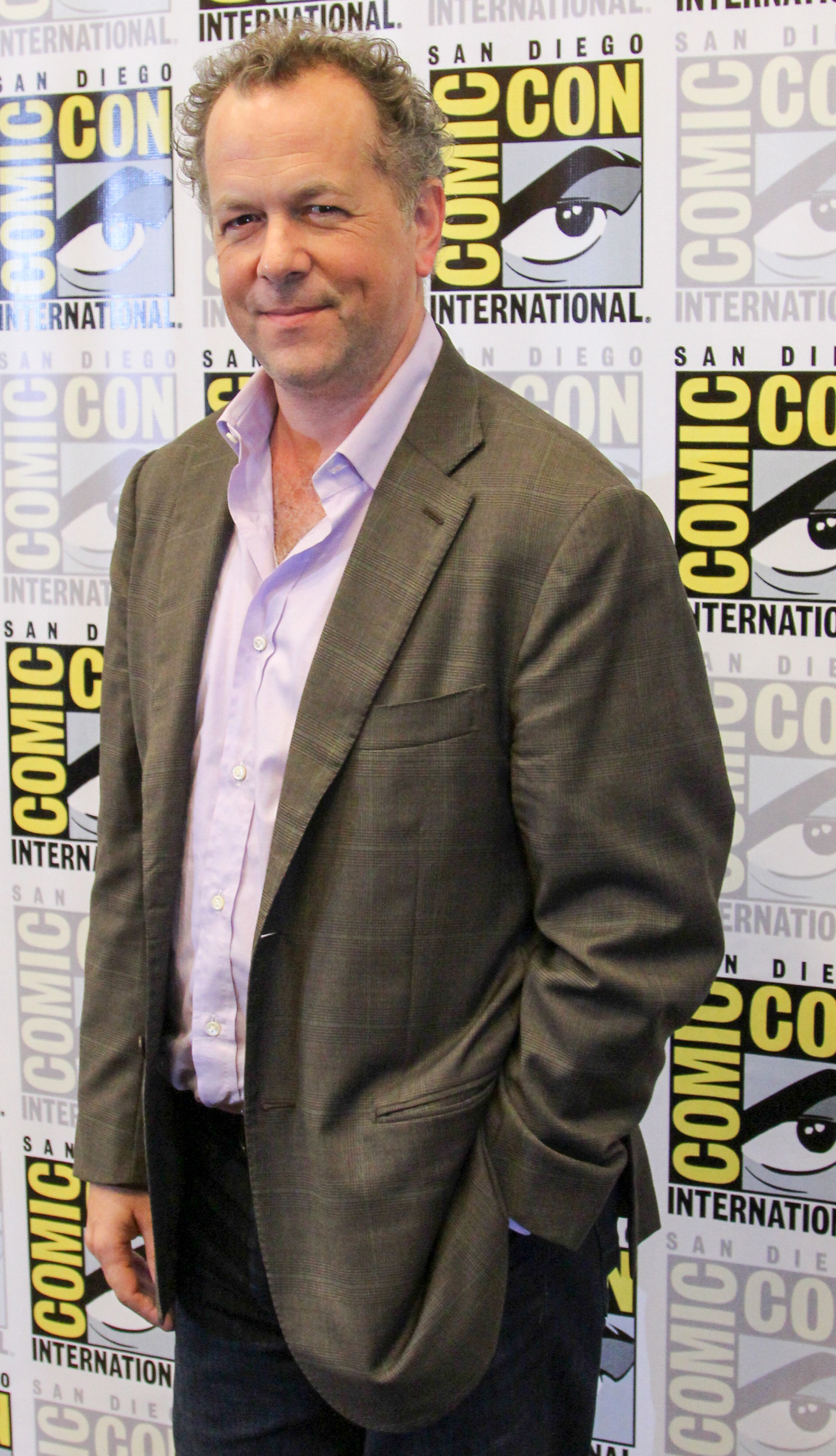
David Costabile (2014)

David Costabile (* 1967 in Washington, D.C.) ist ein US-amerikanischer Schauspieler.

## Leben
David Costabile besuchte die Gonzaga College High School, welche er 1985 abschloss. Des Weiteren studierte er an der New York University.
Seine Karriere im Bereich des Schauspielens begann Costabile Mitte der 1990er Jahre auf Theaterbühnen. Aktiv im Fernsehen ist Costabile seit 1997 zu sehen. So hatte er Rollen in den Filmen Ausnahmezustand, Der Grinch, Couchgeflüster – Die erste therapeutische Liebeskomödie und Notorious B.I.G. inne. Auch absolvierte er zahlreiche Gastauftritte in Serien wie Will & Grace, Without a Trace – Spurlos verschwunden, The Closer und Good Wife. Größere Bekanntheit erlangte er durch seine Rollen in Flight of the Conchords und Damages – Im Netz der Macht, welche er zwischen 2007 und 2009 innehatte. Auch ist er durch die Verkörperung des Thomas Klebanow in der HBO-Serie The Wire bekannt. Seine bis dato bekannteste Rolle war jedoch die des Gale Boetticher in der preisgekrönten Serie Breaking Bad. Seit 2012 war er auch als Daniel Hardman in Suits zu sehen. 2013 folgte eine Hauptrolle in der kurzen AMC-Serie Low Winter Sun sowie eine Rolle in Film Runner Runner neben Ben Affleck und Justin Timberlake. Von 2016 bis 2023 hatte er eine Hauptrolle in der Fernsehserie Billions.
David Costabile ist seit Juni 2012 mit Eliza Baldi verheiratet. Die beiden heirateten auf der King Oaks Farm in Bucks County, Pennsylvania.

## Filmografie
- 1997: Anthony Dellaventura, Privatdetektiv (Dellaventura, Fernsehserie, Folge 1x11)
- 1998: Ausnahmezustand (The Siege)
- 1999: Das schwankende Schiff (Cradle Will Rock)
- 2000: Ist sie nicht großartig? (Isn’t She Great)
- 2000: Der Grinch (Dr. Seuss’ How the Grinch Stole Christmas)
- 2001: Will & Grace (Fernsehserie, Folge 3x16 Wer betrügt wen – Teil 1)
- 2002: Stolen Summer – Der letzte Sommer (Stolen Summer)
- 2003: Criminal Intent – Verbrechen im Visier (Law & Order: Criminal Intent, Fernsehserie, Folge 3x01 Hinterrücks)
- 2005: The Great New Wonderful
- 2005: Without a Trace – Spurlos verschwunden (Without a Trace, Fernsehserie, Folge 3x21 Auf Bewährung)
- 2005: Couchgeflüster – Die erste therapeutische Liebeskomödie (Prime)
- 2005: The New Bozena (Kurzfilm)
- 2007–2009: Flight of the Conchords (Fernsehserie, 11 Folgen)
- 2007–2010: Damages – Im Netz der Macht (Damages, Fernsehserie, 16 Folgen)
- 2008: The Wire (Fernsehserie, 10 Folgen)
- 2008: Afterschool
- 2009: Notorious B.I.G. (Notorious)
- 2009: Taras Welten (United States of Tara, Fernsehserie, Folge 1x01)
- 2009: The Unusuals (Fernsehserie, Folge 1x08)
- 2009: Solitary Man
- 2009: Three Rivers Medical Center (Three Rivers, Fernsehserie, Folge 1x05)
- 2010: The Office (Fernsehserie, Folge 6x14 Der Investmentbanker)
- 2010: Der Kautions-Cop (The Bounty Hunter)
- 2010: Law & Order (Fernsehserie, Folge 20x21 Geld im Blut)
- 2010: Henry & Julie – Der Gangster und die Diva (Henry’s Crime)
- 2010–2011: Breaking Bad (Fernsehserie, 7 Folgen)
- 2011: Lie to Me (Fernsehserie, Folge 3x09 Horrortrip)
- 2011: Royal Pains (Fernsehserie, Folge 2x13 Handicap)
- 2011: Law & Order: Special Victims Unit (Fernsehserie, Folge 12x18 Die Tyrannin)
- 2011: Dr. House (House, Fernsehserie, Folge 7x20 Schneller als die Moral)
- 2011: The Closer (Fernsehserie, Folge 7x01 Geldwäsche)
- 2011: Unforgettable (Fernsehserie, Folge 1x02 Helden)
- 2011: Person of Interest (Fernsehserie, Folge 1x05 Familiäres Druckmittel)
- 2012: Good Wife (The Good Wife, Fernsehserie, Folge 3x18 Harte Bandagen)
- 2012: Franklin & Bash (Fernsehserie, Folge 2x09)
- 2012: Lincoln
- 2012: Elementary (Fernsehserie, Folge 1x05 Todesengel)
- 2012: The Cleveland Show (Fernsehserie, Folge 4x06, Sprechrolle)
- 2012–2019: Suits (Fernsehserie, 16 Folgen)
- 2013: Side Effects – Tödliche Nebenwirkungen (Side Effects)
- 2013: Somewhere Slow
- 2013: Runner Runner
- 2013: Low Winter Sun (Fernsehserie, 9 Folgen)
- 2013: Ripper Street (Fernsehserie, 2 Folgen)
- 2014: Foreclosure
- 2014: The Blacklist (Fernsehserie, Folge 2x04 Dr. Linus Creel (Nr. 82))
- 2015: Dig (Miniserie, 10 Folgen)
- 2016: 13 Hours: The Secret Soldiers of Benghazi
- 2016–2023: Billions (Fernsehserie, 84 Folgen)
- 2017: At Home with Amy Sedaris (Fernsehserie, Folge 1x07)
- 2017: Die Verlegerin (The Post)
- 2018: Better Call Saul (Fernsehserie, 2 Folgen)
- 2018: Murphy Brown (Fernsehserie, Folge 11x04)
- 2019: The Dirt – Sie wollten Sex, Drugs & Rock’n’Roll (The Dirt)
- 2019: The Turner Exhibit (Kurzfilm)
- 2019: Robot Chicken (Fernsehserie, Folge 10x05 Mörder Mia!, Stimme von Itzhak Stern)
- 2020: Little Birds – Stadt ohne Tabus (Little Birds, Fernsehserie, 4 Folgen)
- 2020: Soulmates (Fernsehserie, Folge 1x02)
- 2022: Bite Size Halloween (Fernsehserie, Folge 3x06)
- 2023: Waco: The Aftermath (Miniserie, 5 Folgen)
- 2023: Etheria Film Night 2023
- 2023: Völlig zerstört (Obliterated, Fernsehserie, 4 Folgen)
- 2024: Snack Shack
- 2024: Interview with the Vampire (Fernsehserie, Folge 2x08)